# 風にそよぐ葦
『風にそよぐ葦』（かぜにそよぐあし）は、石川達三の小説、またそれを原作とする1951年に公開された日本映画。　
太平洋戦争前後を時代背景に新評論社長・葦沢悠平とその家族の苦難を中心に描く。

## 出演者(前編)
- 葦沢悠平：薄田研二
- 葦沢茂子：東山千栄子
- 葦沢泰介：北沢彪
- 葦沢榕子：木暮実千代
- 葦沢邦雄：沼田曜一
- 児玉医博：三島雅夫
- 児玉咲子：村瀬幸子
- 児玉有美子：千秋みつる
- 清原節雄：滝沢修
- 岡部編集長：小沢栄
- 広瀬充次郎：岡田英次
- 宇留木：宇野重吉
- 尾形看護婦：高見麗子
- 佐々木部隊長：立川恵作
- 堀内中将：林幹
- 岩本中尉：加藤嘉

## 出演者(後編)
- 児玉榕子：木暮実千代
- 児玉有美子：千秋みつる
- 児玉咲子：坪内美子
- 児玉医博：三島雅夫
- 宇留木：宇野重吉
- 広瀬充次郎：岡田英次
- 葦沢悠平：薄田研二
- 葦沢茂子：長岡輝子
- 葦沢邦男：沼田曜一
- 岩本中尉：加藤嘉
- 岡部編集長：小沢栄
- 尾形ふさ子：高見麗子
- 堀田（元中尉）：林幹
- 清原節雄：滝沢修
- 楠見：千田是也
- 倉村少佐：細川俊夫
- 松本局長：清水将夫
- 片山：恩庄正一

## スタッフ(前、後編)
- 製作：マキノ光雄
- 企画：吉田信・坪井与
- 監督：春原政久
- 原作：石川達三
- 脚本：八木保太郎(前編)、八木保太郎、舟橋和郎(後編)
- 撮影：永塚一栄
- 音楽：高木東六(前編)、伊福部昭(後編)
- 美術：桂長四郎

東横映画の製作、東宝の配給で、1951年1月19日に前編が、3月10日に後編が公開された。白黒映画。映連のサイトでは、前編を単に『風にそよぐ葦』、後編は『風にそよぐ葦 愛の終戦篇』とタイトルが変更されている。

## 製作

### 企画
クレジットに記載はないが『きけ、わだつみの声』に続く、後の東映社長・岡田茂の二作目のプロデュース作。岡田は1947年に東横映画に入社し、京都撮影所に映画製作の進行係として所属していたが、本作は岡田が京都撮影所のスタッフを連れて、当時はまだ吉本興業などが所有していた東京練馬大泉の(株)太泉映画スタジオ（太泉映画、現在の東映東京撮影所）を2～3ヵ月借りて作った映画で、東横映画が東映東京撮影所で製作した第一作。
東横映画は自社所有の撮影所も配給網も持っておらず、五島慶太が大映の大株主になって京都撮影所を大映から月額10万円で借りていた。また現在の東映東京撮影所である当時の太泉映画スタジオは、東宝や日活、東急、吉本興業などと共同出資していたため、撮影所の1日のレンタル料は20万円と高額であった。東横映画は配給を大映に委託したが、大映は儲けをほとんど自社で押さえてしまい、東横映画には充分な金が入らず、製作に必要な経費も足りなくなった。困った東横映画の社長・黒川渉三が株式を永田雅一にぽつぽつ手離し、大映は大映画会社に変貌した。五島は当時公職追放の身で、東急その他全ての事業に直接関与することが出来なかった。
『きけ、わだつみの声』が爆発的ヒットを記録しながら、大映の配給で東横に儲けが全然入らなかったことから、五島は大映とは縁を切り、嫌々ながら、東宝の小林一三と話をつけ、東宝へ月一本の配給を行うようになった。本作はその第一作でもあり、日劇で封切られた。東横映画は資金涸渇により黒川渉三社長らが、街の高利貸しから金を借り、負債は当時の金額で11億円(ざるそば一杯25円の時代、1989年頃の貨幣価値では数百億円以上）に上っていた。親会社の東急自体にも重大な影響を及ぼしていた。当時の映画事業に融資をするような銀行はなく、東横映画は沈没寸前、「パラマウント映画」を捩り、「(金を)ハラワント映画」などとからかわれた。東宝と縁が出来たことで、岡田たちは東宝から「来ないか」と誘われ、岡田と同じマキノ光雄の子分・坪井与が「お前どうする？」と相談に来たが「あんたの好きなようにせい」と答えた。岡田は京都撮影所の親分でもあり、東横映画が潰れるのを見てみたいという気持ちがあり、引き抜きを断った。

### キャスティング
木暮実千代の大ファンだった岡田は、木暮の荻窪の自宅に日参し出演交渉した。当時の木暮は人気の急上昇でギャラが高額になり、各社の掛け持ち出演がマスコミや映画評論家から批判されていた。1973年9月、木暮の俳優生活35周年を記念した明治座特別記念公演の特別プログラムの巻頭に岡田は、「思えばあなたとのお付き合いは古く、最初にお会いしたのは、昭和25年、私が『風にそよぐ葦』の担当プロデューサーとして、荻窪のお宅に出演依頼に日参した時だったと思います。スケジュールが重なる中での無理な願いを聞き入れていただいた時の喜び、そして徹夜徹夜の強行撮影（中略）今はもう23年も前になりましたが、ついこの間のような気がして感無量です」と祝いの言葉を寄せた。木暮も岡田に好感を持ち、1960年代以降は東映出演が増えた。木暮は1951年の前半5ヵ月間に『自由学校』（大映）『孔雀の園』（新東宝）『熱砂の白蘭』（東宝）に、本作前・後編の四本に出演した。
薄田研二をやっつける情報部の将校役は、岡田が木村功を口説いた。「半日で終わるから」などと何度も出演を頼んだが、いくら頼んでも「出る」と言ってくれず、仕方なく岡田が俳優として映画初出演した。
菅井きんの映画デビュー作である。

### 撮影
基本的な撮影は1950年の秋から暮れにかけて。岡田が京都からスタッフを連れて太泉映画スタジオで、スタッフ一同、俳優部屋の上に寝泊まりして製作した。先述のように同撮影所を借りるためには、1日20万円を払わなければならないため、経費節減が最重要課題で、毎朝朝飯を終えると岡田が自転車で、武蔵野線（西武池袋線）大泉学園駅に行き、春原政久監督を自転車の荷台に乗せて撮影所まで運搬した。春原が太っていて岡田がケツ上げて自転車漕いだ。その後は金策と食糧調達に追われる毎日。岡田は東広島の実家から銘酒・賀茂鶴を持ち出し、米などに物々交換してスタッフの胃袋を満たした。金も底をつき、レンタル料が払えなくなり、岡田は東横映画の本社に乗り込み、金を要求したが「金は全然ない」と突っ撥ねられた。仕方なく配給の東宝本社に乗り込み、「第一回の東宝との提携、壊れるぞ。こっちは死ぬ思いでやってるんだ」と脅し、金を何とか調達した。しかし最終的にはやはり金が払えず、岡田の陣頭指揮によりスタッフ全員で夜逃げを敢行、トラックで熱海まで逃げた。熱海で最後の撮影が行われたが、1日で撮り上げ、スタッフ全員、満員の汽車の網棚の上に乗り、京都まで11時間かけて帰った。ようやく1950年の暮れに撮り終えたと思ったら、スタジオでの最終日に撮ったフィルムの失敗が判明、翌年の正月に再度そのシーンを撮り直すことになった。宇野重吉はギャラ未払いを理由に追加シーンの撮影を拒否。この後、木暮に不渡りが渡り、正月に木暮が現れず。木暮は東宝の『熱砂の白蘭』と掛け持ち中で熱海まで行くのは不可能。岡田がまた強烈な押しの一手で東宝サイドを口説き落とし、木暮に会いに行き、手形の先延ばしを払う約束をして木暮を熱海に連れて行って、岡田英次とのカットを撮り終え、クランクアップした。撮影期間中、岡田がスタッフを労い、一度だけスタッフ全員を吉原に連れて行った。岡田の母親は息子が東横映画に入社と聞いて、ショックで寝込んでしまった程で、息子が夜逃げをしたと聞いたらショック死するかも知れないと、この夜逃げエピソードは東映の歴史から抹消されている。
岡田が生涯にわたり交遊を持った沢島忠も撮影に参加し、岡田と沢島は本作からの付き合いが始まった。東横映画の撮影所は満州帰りの荒くれ者の集まりで、柄も悪く大学出もほとんどいない。監督志望の者もおらず、月形龍之介の紹介で東横映画に助監督志望で入って来た同志社大学卒の沢島とはすぐに仲良くなり、以降61年間、師弟関係にあった。

## 影響
本作の後編が公開された直後の1951年4月1日、東横映画、太泉映画、東京映画配給の3社が合併して資本金1億7,000万円で東映が発足した。大川博は五島慶太からの社長就任要請に2ヵ月間返事を保留したが、結局要請を受けた。東西の撮影所は、東映の自社所有になった。大川が最初に行ったのはマキノ光雄を東京本社に監禁したことだった。大川は東映京都撮影所（以下、東映京都）がマキノの独立王国であることが、東映経営の最大のガンだった考えた。どんぶり勘定のカツドウ屋に製作の現場と俳優行政を握られていたのでは体質改善はできない。このため常務取締役映画製作本部長としてマキノを東映本社に引き上げさせた。しかし現場から轟々とマキノ復帰の声が挙がった。「映画製作はソロバンでは割り切れないんや」と撮影所が全員一致してクーデターに立ち上がり、やむなく大川はマキノを東映京都所長に戻した。このクーデターの急先鋒だったのが岡田茂で、この功績から岡田は、入社4年目だった1951年11月、弱冠27歳して京都撮影所製作課長として現場実務の一切を掌握することになった。撮影所製作課長といえば撮影現場の総指揮者。撮影現場のベテラン中のベテラン、50歳以上でないと出来ないといわれたポジションだったが、製作課で一番年下の岡田が就いた。岡田は年上の部下を前にして開口一番、「現在の東映は大ピンチです。皆の力が必要です。私が上司になってこの野郎と思う人もいるかも知れません。嫌な人は今すぐ言って下さい。すぐ部署を変えてもらいます。但し、製作は私の方針でやらせてもらいます」と単刀直入に自身の考えを話した。幸い反撥する者もなく、この年9月のサンフランシスコ講和条約締結により、時代劇の配給制限の撤廃があり、時代劇向きの布陣を揃えた東映は時代劇の量産に踏み切った。大川社長の厳命を受け、岡田が東映の全ての映画の予算を握り、徹底した予算主義を敷き、撮影現場を仕切った。岡田は経理のプロ・大川博と根っ子からの活動屋・マキノ光雄（1957年死去）という全く相反する個性の接着剤の役割を果たし、陣頭指揮の斬り込み隊長として、東映興隆の原動力となった量産体制を築きあげ、「時代劇の東映」の地位を確固たるものにした。